# Aer condiționat

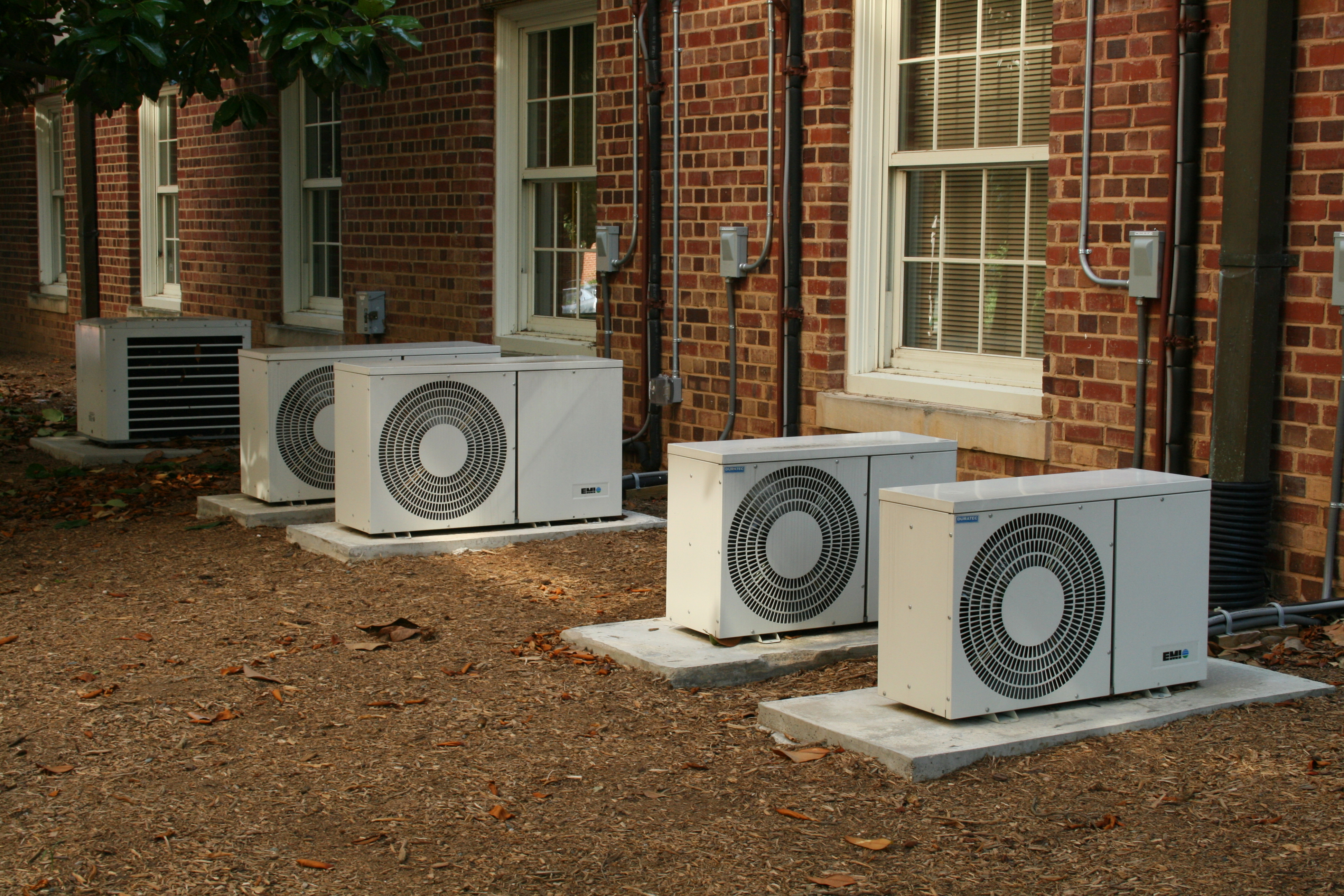

Aerul condiționat se obține cu ajutorul unor instalații speciale, care îi modifică și îi controlează condițiile climatice în scopul obținerii confortului (locuințe, birouri), sau pentru obținerea unor cerințe tehnice (laboratoare, blocuri operatorii, instalații electronice).

## Istoric
Ideea de răcire a aerului din spațiile închise a apărut pentru prima dată în Egipt. Prima formă de „aparat de aer condiționat" a fost un sistem de apeducte în pereții încăperilor. Bazată pe folosirea apei reci, metoda era accesibilă numai claselor superioare, deoarece apa era o resursă prețioasă la acea vreme.
Termenul de „aer condiționat" a apărut în 1906, când un inginer din industria textilă, Stuart Cramer, l-a folosit. Acesta a experimentat diferite feluri de a ameliora efectele aerului uscat generat de procesul de producție. Noua dezvoltare pe care Cramer a inițiat-o a avut un efect considerabil asupra calității aerului din fabrică. Primele aparate cu rol de a controla umiditatea aerului au fost inventate la începutul secolului 20 pentru a fi folosite în tipografii. Aparatele de aer condiționat au început să fie folosite la scară largă în anii 1950, pentru a răci aerul din case sau automobile.